# История киноискусства Беларуси
«История киноискусства Беларуси» (бел. «Гісторыя кінамастацтва Беларусі») — 4-томная энциклопедия, посвященная развитию белорусского кино за 75 лет его существования (1924—2000).

## Содержание
Первый том охватывает период 1924—1959 гг. Автор — доктор искусствоведения А. В. Красинский.
Второй том охватывает период 1960—1985 гг. Над томом работали:
- доктор искусствоведения А. В. Красинский — раздел «Документальное кино: поиски и совершение».
- кандидат искусствоведения А. А. Карпилова — разделы экспозиции: «В жанре мелодрамы. И. Шульман», «Драматическая киноповесть Б. Степанова», «Пути развития кинокомедии», «Обновление жанровой поэтики. В. Рубинчик».
- Б. В. Светлов, А. В. Чернушевич — раздел «Кинематограф для детей»
- кандидат искусствоведения Г. В. Ратников — разделы экспозиции: «Возвращение к эпопее. В. Корш-Саблин», «Беларусьфильм» 60-х годов. Вторая молодость", «Лирический эпос В. Турова», «Современная белорусская литература и кино»,

Третий том охватывает период телевизионного кино 1952—2002 гг. Авторы: доктор искусствоведения В. Ф. Нечай, кандидат искусствоведения В. А. Медведева, кандидат искусствоведения Н. А. Агафонова.
Четвёртый том охватывает историю белорусского кино с 1986 г. до 2003 г. Авторы: кандидаты искусствоведения Л. М. Зайцева и А. А. Карпилова, а также И. А. Авдеев, Г. В. Шур.